# ODAS

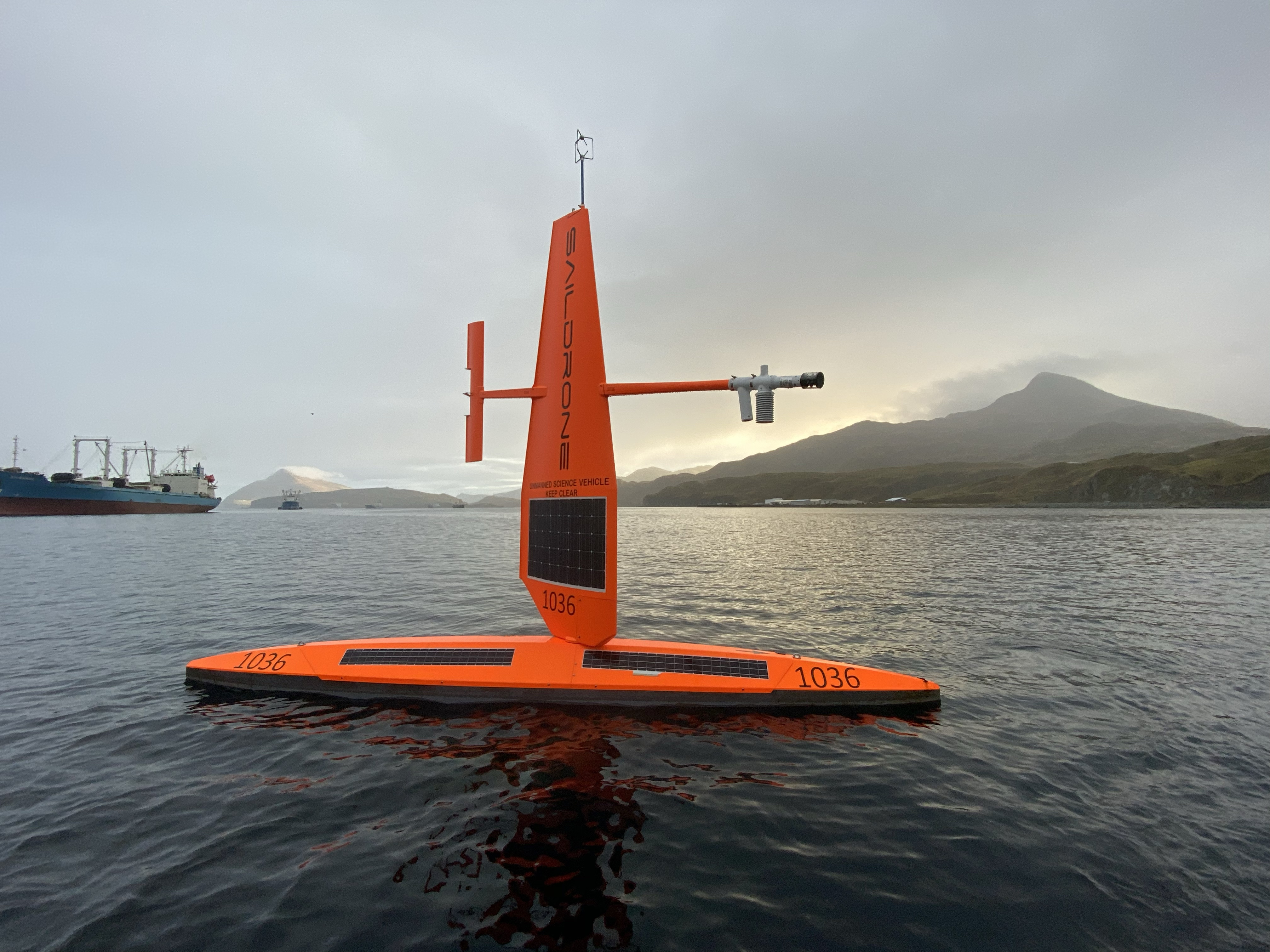
Um saildrone da Administração Oceânica e Atmosférica Nacional

Ocean Data Acquisition System (ODAS) ou um sistema de aquisição de dados oceânicos é um conjunto de instrumentos espalhadas pelos oceanos que tem o objetivo de recolher o máximo de dados científicos, meteorológicos e oceanográficos em tempo real.

## Definição
Segundo a Comissão Oceanográfica Intergovernamental e a Organização Meteorológica Mundial, "ODAS significa uma estrutura, plataforma, instalação, bóia, ou outro meio, que não seja um barco, juntamente com seus acessórios, instalados no mar com o propósito de coletar, armazenar ou transmitir amostras ou dados relativos ao ambiente marinho ou à atmosfera ou seus usos".

## Uso
Os dados coletados são transferidos via satélites geoestacionárias ou polares. Alguns ODAS transferem os dados por ondas de alta frequência (HF) ou frequência ultra-alta (UHF), sendo equipados com GPS para transmitir as coordenadas e a localização. Fornecem dados em tempo real e são de grande importância para a previsão meteorológica, oceanográfica e para pesquisas científicas.

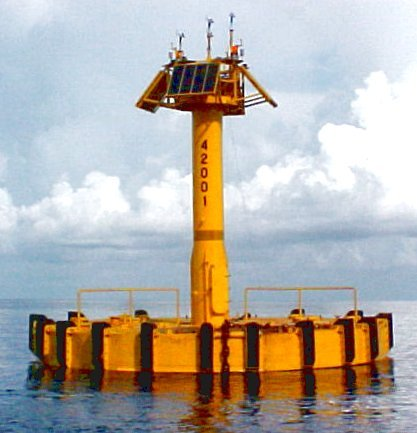
Uma boia no Golfo do México

As ODAS são capazes de fornecer informações sobre:
- Velocidade e direção do vento;
- Rajadas de vento;
- Direção, altura e período de ondas;
- Umidade do ar;
- Temperatura do ar;
- Temperatura da superfície do mar;
- Precipitação;
- Visibilidade;
- Radiação solar;
- Corrente oceânicas;
- Pressão atmosférica;
- Estado do mar;
- Coordenadas de posição

As ODAS podem ser montadas em algumas estruturas, como faróis, navio-farol, torres, plataformas petrolífera e boias. Apesar de sua semelhança com as boias de navegação, ela não tem o propósito de auxiliar na navegação oceânica, sendo classificadas como "boias especiais" e dotadas de coloração amarela, com uma luz que pisca cinco vezes num intervalo de 20 segundos.